# Acuario y centro de exhibiciones de Long Island
El Acuario y centro de exhibiciones de Long Island (en inglés: Long Island Aquarium and Exhibition Center; antes Atlantis Marine World o Mundo marino de Atlantis) es un acuario que se inauguró en el año 2000 en Long Island, Riverhead, Nueva York, al este de los Estados Unidos.
Uno de sus mayores atractivos es un tanque de exhibición de 20.000 galones estadounidenses (76.000 l) con un arrecife de coral, que es una de las muestras de coral más grandes de todas las que se encuentran en el Hemisferio Occidental.
La construcción del acuario comenzó en 1999, y se abrió el 15 de junio de 2000.